# 횡성 전투
횡성 전투는 1951년 2월 중공군의 제4차 공세 때 횡성군에서 전개된 전투이다.